# Þorgeir Ljósvetningagoði
Þorgeir Þorkelsson (Thorgeir Thorkelsson, n. 940), más conocido por su apodo Þorgeir Ljósvetningagoði fue un prominente lögsögumaður del Alþingi de Islandia desde 985 hasta 1001 en un momento convulso de la historia de Islandia cuando surgió la controversia entre los partidarios del cristianismo y el paganismo nórdico. Era hijo de Þorkell Þórisson, y goði del clan familiar de los Ljósvetningar en Suður-Þingeyjarsýsla.
Þorgeir era el caudillo de los paganos pero favoreció a los cristianos después de un día y una noche de meditación en silencio bajo una manta de piel y luego decidió que Islandia sería cristiana convirtiéndose él mismo al cristianismo, para evitar un ataque desde el continente que hubiese supuesto el exterminio del pueblo islandés independientemente de la fe de cada miembro, y lanzando sus ídolos de madera a una cascada, la misma que hoy se conoce como Goðafoss (la cascada de los dioses). Þorgeir, no obstante, permitió a los paganos que siguieran celebrando sus cultos y costumbres en privado. Entre historiadores, se ha interpretado el ceremonial de Þorgeir como un ritual chamánico de adivinación, respaldado por otro parecido que se menciona en Hjálmþés saga ok Ölvis.
La historia de Þorgeir se conserva principalmente en Íslendingabók de Ari Þorgilsson y en la saga de Njál, aunque es también un personaje recurrente en otras sagas como saga Ljósvetninga, saga de Reykdæla ok Víga-Skútu, y saga de Finnboga ramma, y saga Droplaugarsona.

## Legado
Tuvo relaciones con varias mujeres y descendencia de todas ellas:
1. Guðríður Þorkelsdóttir (n. 948), hija de Þorkell Þórisson, con quien tuvo seis varones: Tjörvi (n. 977),[13] Kolgrímur (n. 979), Þorsteinn (n. 981), Þorvarður (n. 983), Þorkell Þorgeirsson, Höskuldur Þorgeirsson, y una hembra, Sigríður Þorgeirsdóttir (n. 975).
2. Álfgerður Arngeirsdóttir (n. 958), tuvo dos varones, Þorgils (n. 987) y Þorgrímur (n. 988).
3. Þorkatla Kollsdóttir (n. 952), tuvo un varón, Óttar (n. 989).
4. Con una mujer llamada Lekný (n. 960), tuvo otros dos varones, Finnur (n. 992) y Þorgrímur (n. 994)